# Брамшкотовий вузол

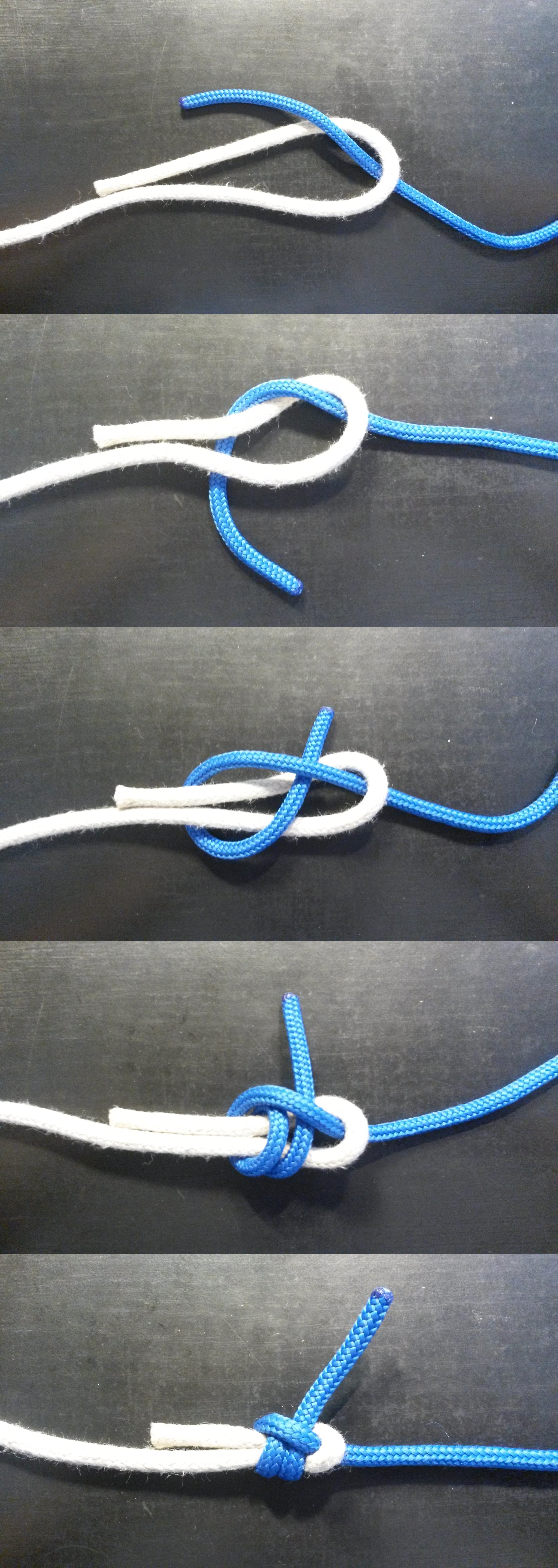
Брамшкотовий вузол

Брамшкотовий вузол — призначений для зв'язування мотузок різного діаметра. До цієї ж групи належить академічний вузол. Назва вузла пов'язана з брам-шкотом — снастю рухомого такелажу, якою розтягують шкотові кути брамселів. У той час як шкотові вузли використовують для ув'язування одинарних шкотів нижніх вітрил, а брамшкотові вузли застосовують для ув'язування брам-шкотів і бом-брам-шкотів, брам-фалів і бом-брам-фалів, а також брам-гітових.
В'язання брамшкотового вузла: 1. Роблять петлю з основної мотузки. 2. Допоміжну мотузку продівають через цю петлю, утворюють невелику петлю, через яку двічі просмикується її кінець, накручений навколо петлі основної мотузки.

## Інтернет-ресурси
- Грабовський Ю. А., Скалій О. В., Скалій Т. В. Спортивний туризм [Архівовано 24 травня 2012 у Wayback Machine.]
- базові вузли для застосування у туризмі [Архівовано 13 липня 2012 у Wayback Machine.]